# Коровин, Сергей Александрович
Сергей Александрович Коровин (5 сентября 1884, Харьков — 9 апреля 1946) — советский конструктор стрелкового оружия.

## Биография
Родился в 1884 году в Харькове в семье мелкого служащего.
После окончания гимназии учился в Харьковском технологическом институте, из которого в 1905 году был исключён за участие в революционном движении.
Эмигрировал в Бельгию, работал на заводах Браунинга в Эрстале под Льежем, где получил большой опыт в области конструирования и производства стрелкового оружия (уже в 1912 году Коровин разработал и запатентовал в Бельгии оригинальную конструкцию самовзводного ударно-спускового механизма).
В 1914 году, к началу Первой мировой войны, вернулся в Россию. Безуспешно пытался устроиться конструктором оружия на Тульский оружейный завод, после чего работал на нескольких заводах в Петрограде.
В 1920 году С. А. Коровин стал конструктором стрелкового оружия на Тульском оружейном заводе и в 1920—1921 годах разработал свой первый самозарядный пистолет под 7,65 мм патрон Браунинга. 29 мая 1923 года Артиллерийский комитет, на основании полигонных испытаний нескольких образцов оружия, дал заключение о том, что пистолет системы Коровина имеет преимущества перед прочими системами пистолетов с точки зрения постоянной готовности к бою, безопасности обращения, надёжности функционирования механизмов, в связи с чем пригоден для вооружения командного состава Красной Армии. Вместе с тем, большая масса (915 г) и сложная для производства конструкция явились недостатками, не позволившими принять пистолет на вооружение.
По заказу спортивного общества «Динамо», курируемого НКВД СССР, Коровин разработал вариант пистолета под использовавшийся тогда во многих странах в качестве боеприпаса к оружию самообороны патрон 6,35x15 мм. При этом конструктор, не удовлетворённый характеристиками стандартного патрона Браунинга, усовершенствовал боеприпас, при тех же габаритах патрона разместив в нём более мощный пороховой заряд, что позволило увеличить начальную скорость пули с 200 до 228 м/с. В 1926 году этот образец «гражданского» личного оружия начал выпускаться под наименованием ТК (Тульский Коровина).
Продолжая работу над совершенствованием пистолета, в 1927 году конструктор вновь переделал его под калибр 7,65 мм, а в 1929 году — под калибр 7,62 мм. Данный образец, наряду с разработками С. А. Прилуцкого, Ф. В. Токарева и несколькими моделями Вальтера участвовал в конкурсе 1930 года. Пистолет Коровина превзошёл все образцы по меткости стрельбы, но состоял из самого большого количества деталей (56) и оказался менее надёжным в неблагоприятных условиях эксплуатации (отказ при запылении). В связи с этим предпочтение было отдано более лёгкому по массе, компактному по габаритам и простому в сборке и разборке пистолету Ф. В. Токарева, который в том же году был принят на вооружение под наименованием ТТ.
Также в 1930 году Коровин сконструировал пистолет-пулемёт (названный автором «пистолет-карабин») под пистолетный патрон калибра 7,62 мм, который участвовал в конкурсе образцов данного вида стрелкового оружия вместе с разработками В. А. Дегтярёва, И.Н. Колесникова, С. А. Прилуцкого и Ф. В. Токарева. Конструкция Коровина основывалась на новом для того времени принципе действия автоматики за счёт отвода пороховых газов из ствола, однако из-за отказов при испытаниях не выдержала конкуренции: лучшим признали образец В. А. Дегтярёва, который, после доработки, в 1934 году был принят на вооружение РККА под наименованием ППД-34.
Приказом Наркома обороны и Наркома оборонной промышленности СССР от 17 мая 1938 года был объявлен конкурс на проектирование нового образца 7,62-мм самозарядного пистолета (вместо пистолета ТТ) для вооружения военнослужащих автобронетанковых войск. Во время полигонных испытаний, проведённых в марте 1939 года, образец Коровина был назван одним из лучших (вместе с образцами конструкторов П. В. Воеводина, И. И. Ракова и Ф. В. Токарева). Сравнительные испытания доработанных образцов начались весной 1941 года, однако конкурс не был завершён из-за начала Великой Отечественной войны.
Во время войны Коровин продолжал работать на Тульском оружейном заводе, где по заданию командования разработал упрощённые варианты 82-мм миномёта БМ-37 и пистолета-пулемёта собственной конструкции. Основной особенностью пистолета-пулемёта Коровина  образца 1941 года являлась исключительная технологическая простота производства: практически все основные детали, за исключением ствола и затвора, представляли собой штампо-сварные конструкции, что в условиях военного времени позволяло выпускать его на любом машиностроительном предприятии, имевшем прессо-штамповочное оборудование мощностью до 50-80 тонн. Ускоренное производство этого оружия было налажено на нескольких предприятиях города специально для вооружения Тульского рабочего полка численностью 1300 человек. 30 октября 1941 года ополченцы с пистолетами-пулемётами Коровина приняли первый бой с наступающими танковыми частями вермахта на окраинах Тулы.
В 1944 и 1946 годах Коровин участвовал в конкурсах на разработку первого отечественного автомата под промежуточный патрон 7,62 мм и одним из первых  в мире сконструировал прототип автоматического оружия в компоновке «булл-пап». Однако, сопровождавшие новаторство технические трудности помешали развитию этой идеи: победителем конкурса был признан образец М. Т. Калашникова, ставший основой для принятого на вооружение Советской Армии в 1949 году АК.
После Победы С. А. Коровин принял участие в новом конкурсе по созданию пистолета, который должен был заменить ТТ, и вёл разработки параллельно с П. В. Воеводиным, И. И. Раковым, Н. Ф. Макаровым, Ф. В. Токаревым и другими конструкторами. Подготовленные образцы прошли полигонные испытания, по итогам которых лучшие характеристики показал прототип Макарова — будущий ПМ.
Продолжить работу конструктору Коровину помешала смерть, наступившая в 1946 году.

## Награды
- Орден Красной Звезды,
- Орден «Знак Почёта»,
- Медаль: в источниках называется медаль «За доблестный труд в Великой Отечественной войне 1941—1945 гг.», однако на единственной известной фотографии С. А. Коровина с наградами рядом с орденом «Знак Почёта» изображена медаль «За оборону Москвы». Возможно, за свой вклад в победу конструктор был удостоен обеих наград.